# Griffon Bleu de Gascogne
Griffon Bleu de Gascogne (tiếng Anh: Blue Gascony Griffon) là một giống chó của loại scenthound, có nguồn gốc từ nước Pháp, và là một con chó săn đa năng, được sử dụng để săn con mồi nhỏ hoặc lớn. Griffon Bleu de Gascogne có bộ lông lốm đốm, thô ráp.

## Ngoại hình
Griffon Bleu de Gascogne có kích thước trung bình, cao khoảng 50–57 cm ở các vai, với bộ lông màu xanh lốm đốm (lông xù), tai gập và đuôi dài.
Bộ lông của Griffon Bleu de Gascogne có màu sắc giống Chó săn Gascony lớn, màu trắng đốm đen, tạo ra bề ngoài màu xanh lam. Ở hai bên đầu có những mảng đen, ở giữa đầu là màu trắng hình bầu dục. Lông mày màu nâu vàng ở hai bên mắt tạo hiệu ứng 'quatreoeuillé' (bốn mắt), và màu nâu vàng ở trên má, bên trong tai, trên chân, và dưới đuôi. Kết cấu của bộ lông cứng và thô, lông ngắn hơn một chút trên đầu so với trên thân. Mặc dù có độ lệch về ngoại hình hoặc tính khí có ảnh hưởng đến sức khỏe và khả năng làm việc của chó, cũng như thiếu các đặc điểm về màu sắc, cấu trúc và kích thước.

## Lịch sử
Griffon Bleu de Gascogne được lai tạo từ Chó săn Gascony lớn và Griffon Nivernais, và có thể là Grand Griffon Vendéen. Số lượng giống này ngày càng giảm sút qua nhiều năm, nhưng hiện giờ đang được cải thiện.
Loài này có khứu giác phát triển tốt, và là một con chó săn tốt và rất cảnh giác, phù hợp cho đi săn các con mồi lớn. Ví dụ như Griffon Bleu de Gascogne đã được xuất khẩu sang các nước khác, chúng được coi như là một giống hiếm cho những người tìm kiếm một con vật cưng độc đáo.

## Sức khỏe và tập tính
Không có vấn đề sức khỏe bất thường hoặc ghi nhận sức khỏe cho giống chó này. Tính khí của giống này được mô tả trong tiêu chuẩn giống như là rất dễ bị kích thích, nhưng trìu mến. Tính khí của từng con chó có thể thay đổi theo thời gian.

## Website chính thức
- Search The Open Directory Project (DMOZ) links for clubs and information about the Griffon Bleu de Gascogne